# Lưu Khôi
Lưu Khôi (giản thể: 刘恢; phồn thể: 劉恢, mất năm 181 TCN), tức Triệu Cung vương (趙共王), là vua của hai nước Lương và Triệu, chư hầu nhà Hán trong lịch sử Trung Quốc.
Lưu Khôi là con trai thứ năm của Hán Cao Tổ, vua đầu tiên của nhà Hán. Năm 196 TCN, Hán Cao Tổ giết Lương vương Bành Việt, lập Lưu Khôi làm Lương vương.
Năm 181 TCN, Lã thái hậu bỏ đói Triệu vương Lưu Hữu, dời Lưu Khôi đến đất Triệu làm Triệu vương.
Sau khi phong Lưu Khôi đến đất Triệu, Lã Thái hậu ép ông lấy con gái của Lã Sản em mình, và giết sủng phi của ông. Tháng 6 năm đó Lưu Khôi vì thương tiếc người sủng phi bèn tự tử chết theo. Ông làm Triệu vương chưa đấy một năm.
Lã Thái hậu lấy cớ Lưu Khôi tự sát, phế con ông, lập Lã Lộc làm Triệu vương.

## Gia đình
- Cha: Hán Cao Tổ Lưu Bang
- Anh
  - Tề Điệu Huệ vương Lưu Phì
  - Lưu Doanh tức là Hán Huệ Đế
  - Triệu Ẩn vương tức là Lưu Như Ý
  - Lưu Hằng sau này là Hán Văn Đế
- Chị
  - Công chúa Lỗ Nguyên
- Em
  - Triệu U vương Lưu Hữu
  - Hoài Nam Lệ vương Lưu Trường
  - Yên Linh vương Lưu Kiến